# Tschappina
Tschappina (föråldrat rätoromanskt namn Tschupegna) är en ort och kommun i regionen Viamala i kantonen Graubünden, Schweiz. Kommunen har 140 invånare (2023). Orten består av ett antal småbyar, högt belägna på Heinzenberg väster om floden Hinterrhein, ungefär en mils körväg från regionhuvudorten Thusis.

## Språk
Det inhemska språket i regionen var förr sutselvisk rätoromanska. Tschappina var dock sparsamt bebott av rätoromaner när det under 1300-talet skedde en stor inflyttning walser från Safiental på andra sidan bergspasset Glaspass. Allt sedan dess har Tschappina varit tyskspråkigt.

## Religion
Kyrkan är sedan 1525 reformert. Den lilla katolska minoriteten söker kyrka i Thusis. 

## Utbildning
Låg- och mellanstadieeleverna går i skolan i den lägre belägna grannkommunen Flerden, medan högstadieeleverna går i Thusis nere i dalbottnen.

## Arbetsliv
En fjärdedel av de förvärvsarbetande pendlar ut från kommunen, främst då till Thusis. Lantbruket står alltjämt för merparten av den lokala näringen, därnäst kommer turismen.